# Razas de vacas lecheras
Listado de razas bovinas productoras de leche.

## Criolla argentina
El Criollo Argentino es uno de los ganados tipo Criollo que se encuentran en América. El tipo de ganado criollo desciende de los primeros bovinos traídos por Cristóbal Colón en sus viajes a América. Este espécimen de ganado vacuno es originario de Argentina, y es conocido por su docilidad y capacidad de trabajo, además de su enorme variabilidad genética.

## Holstein

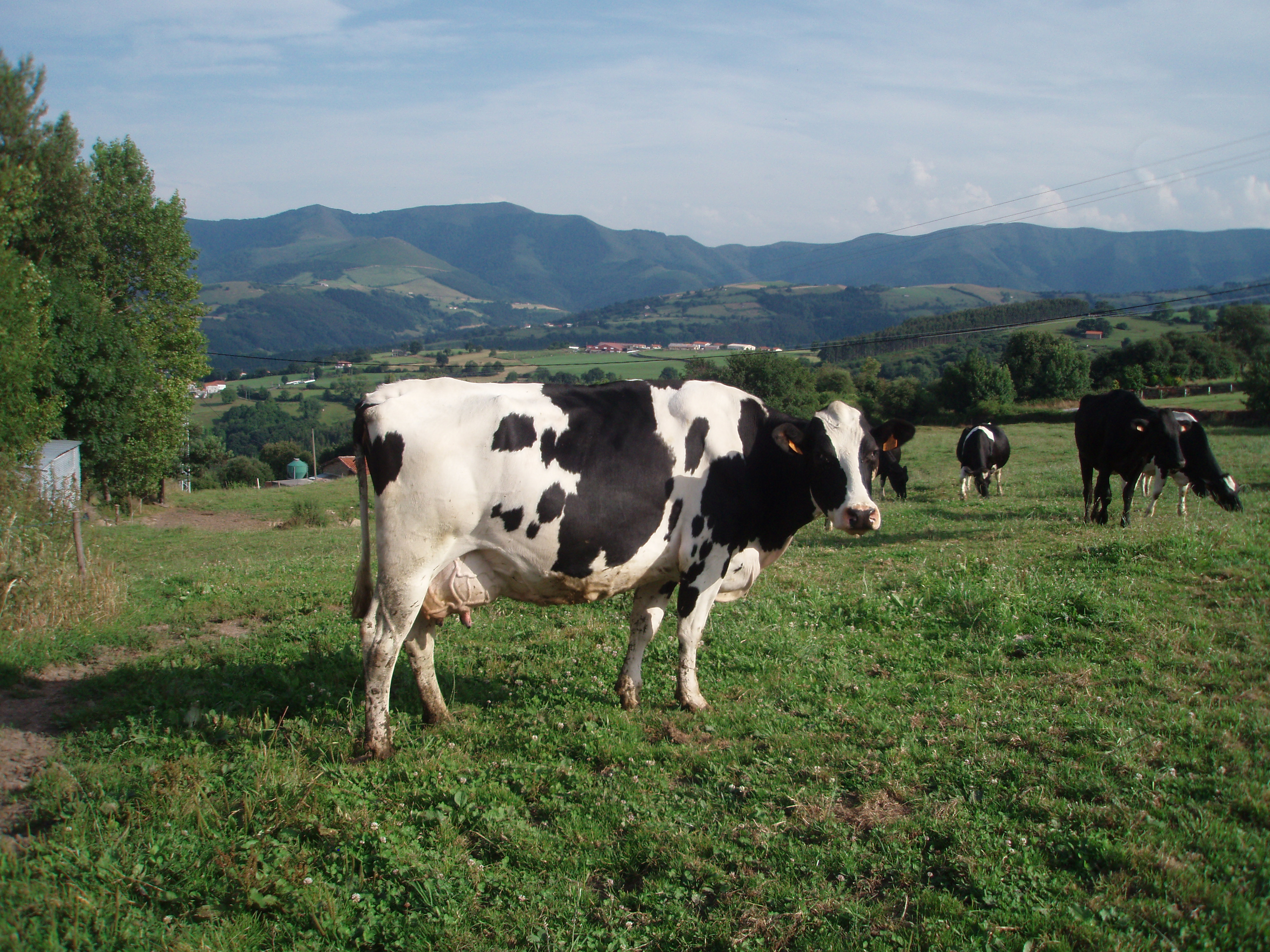

La raza Holstein tiene su origen en Holanda en las provincias septentrionales. Las vacas Holstein son las mejores productoras de leche y por su alta producción no soportan bien los climas tropicales, desarrollando mejor sus cualidades en climas fríos y medios, por esta razón se les cruza con la raza Cebú a fin de su adaptación a los climas cálidos. Se caracterizan por su color habitual blanco con negro y, ocasionalmente, blanco con rojo. Su capacidad corporal es grande, llegando a pesar las hembras entre 600 y 650 kg y los machos hasta 1200 kg La mayoría de los animales de esta raza son dóciles y fáciles de manejar. Las vacas Holstein tienen las ubres de buena forma con pezones medianos y rígidos.
La vaca holando-argentina -también lechera- deriva de la raza Holstein.

## Pasiega
La vaca pasiega es localizada en los Ayuntamientos de Medio Cudeyo; España. Esta raza es catalogada como gran lechera, con ubres de gran capacidad y pezones medianos y firmes.

## Jersey

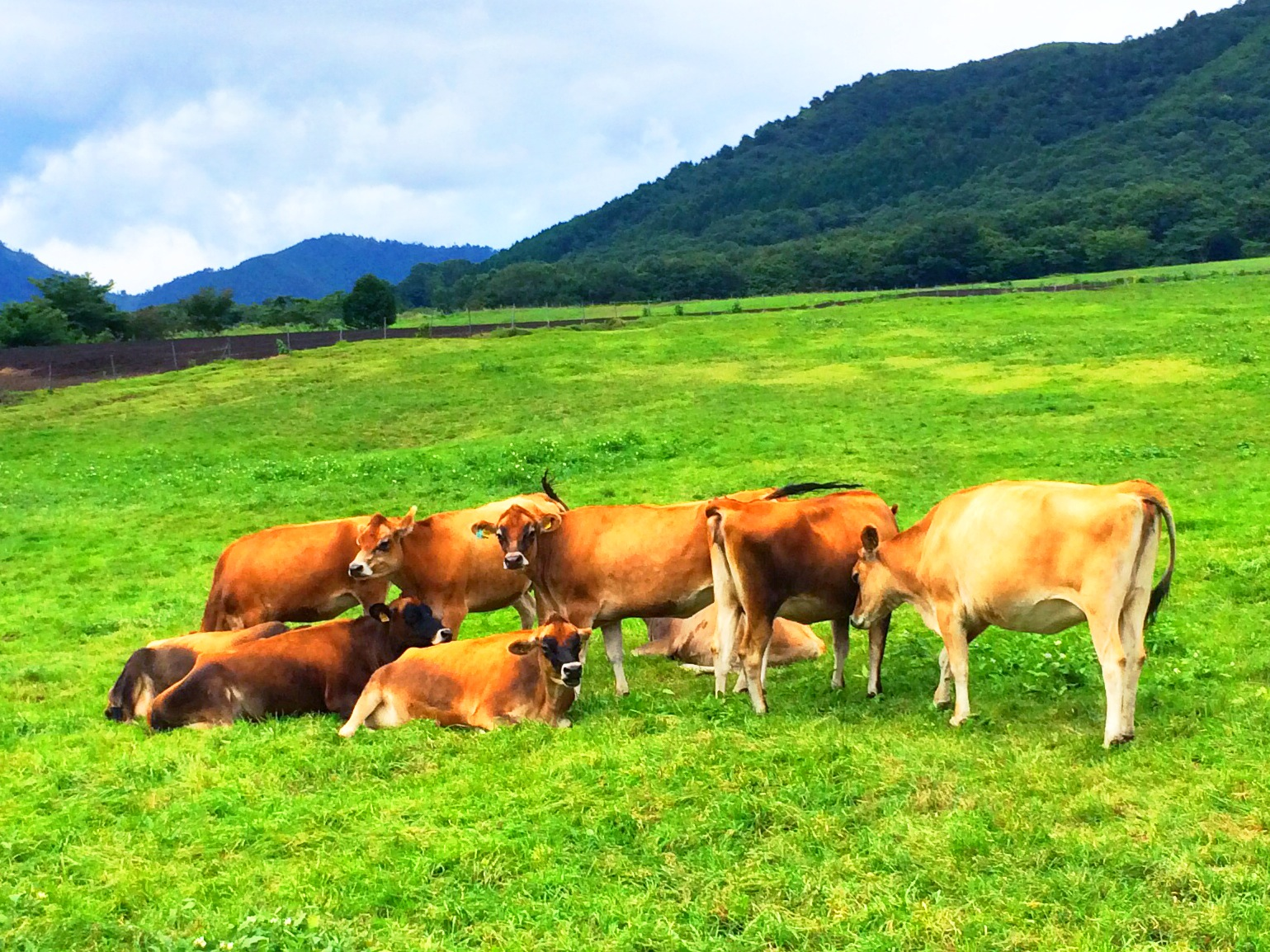

La raza Jersey es la más difundida de las razas lecheras inglesas, originada en la isla de Jersey en el Canal de la Mancha, entre Inglaterra y Francia. Esta raza es la más pequeña de las razas europeas y, sin embargo, son animales de gran producción de leche, es la segunda raza lechera. La raza Jersey se usa preferentemente en la producción de leche para la elaboración de productos lácteos como mantequilla, los cuales resultan de excelente calidad. Es de fácil adaptación a los climas tropicales, reportándose buenos rendimientos en ese clima. Es un animal de talla pequeña con peso promedio en adultos de entre 350 y 450 kg. Color: bayo claro y bayo negro.
La fortaleza de esta raza, por soportar bien el calor y las enfermedades, la convierte, entre las razas de zona templada, en la más atractiva para ser utilizada en los cruces para mejorar el ganado de las zonas tropicales.
El rendimiento promedio reportado en los EE.UU. es de 5265 kg y en Canadá de 4580 kg. En climas tropicales se llega a reportar un promedio de producción de hasta 2500 kg.

## Tudanca

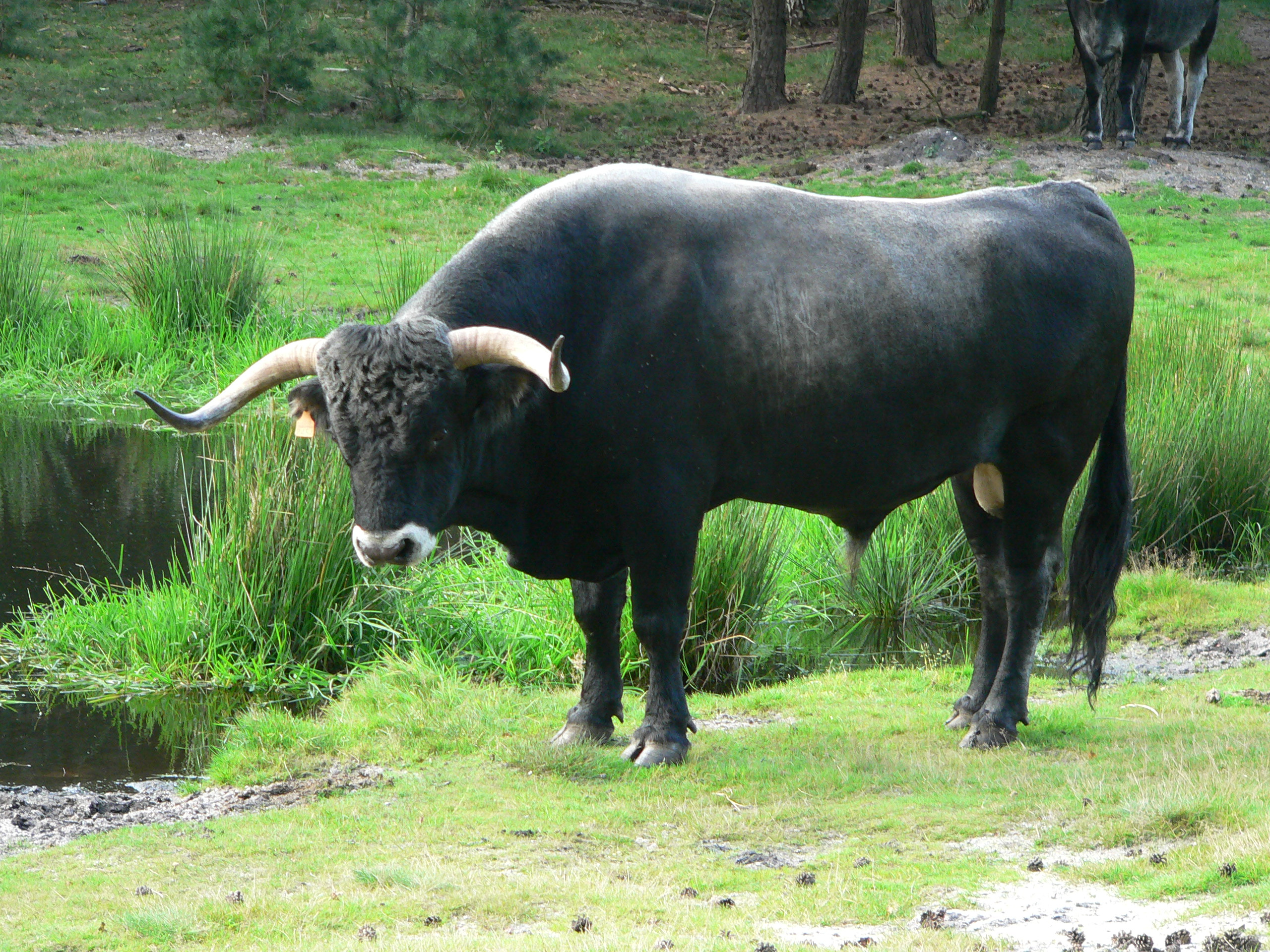

La vaca tudanca nacida en España; Cantabria, es una vaca que resiste el clima de temperaturas muy bajas, esta raza no es de aprovechamiento cárnico por parte de los ganaderos si no con el fin de producir leche, su particular consistencia hace que sean utilizadas para llevar cargas de arrastre.